# Ko Ko Bop
Singles de EXO
For Life
(2016) Power
(2017)
Ko Ko Bop (coréen : 코코밥 ; chinois : 叩叩趴) est un single du boys band sud-coréano-chinois EXO, sorti le 18 juillet 2017 en coréen et en mandarin, issu de leur quatrième album The War.

## Contexte et composition

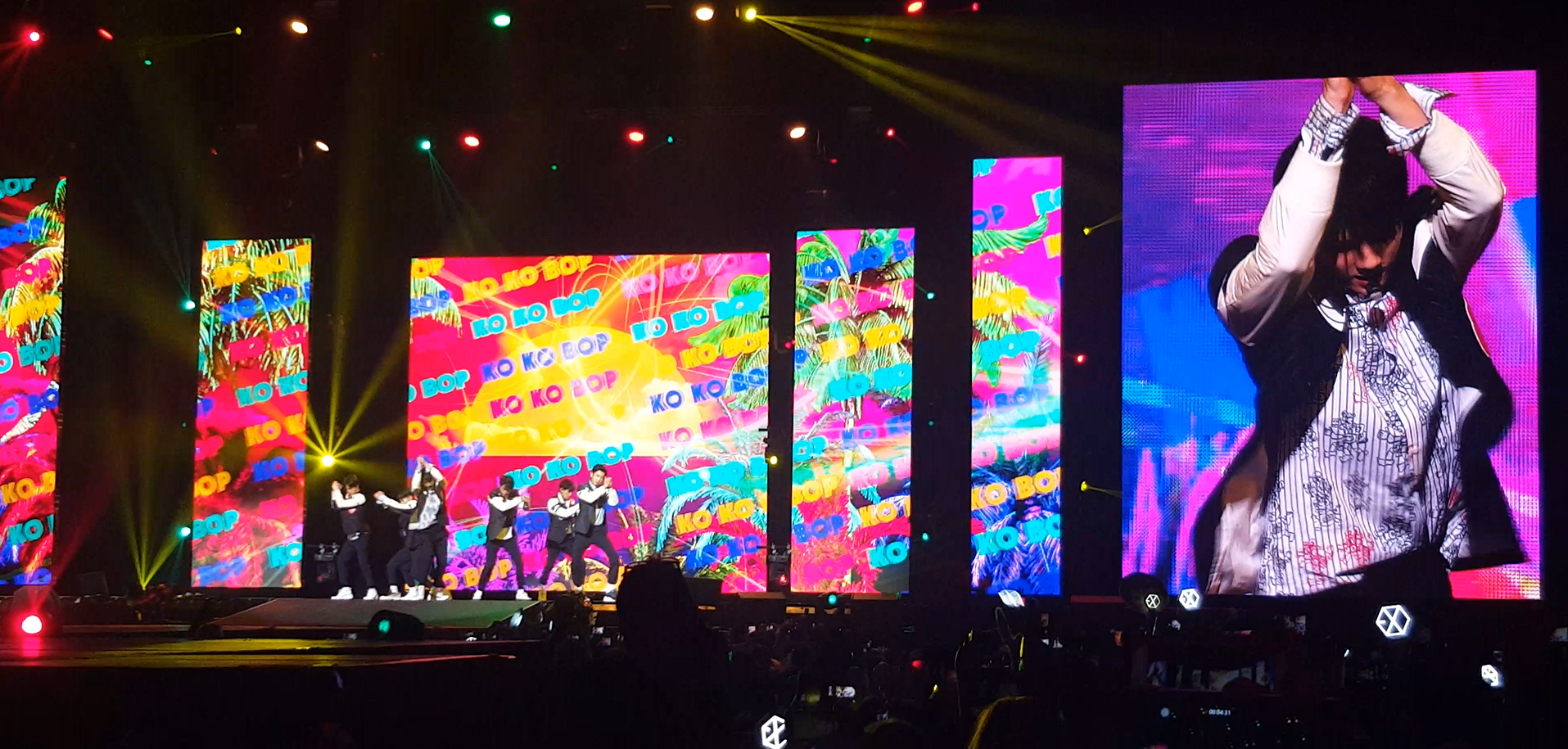
EXO interprétant "Ko Ko Bop" à Sydney lors de la KCON en Australie en octobre 2017.

Produit par Styalz Fuego, "Ko Ko Bop" est décrite comme une musique de "reggae énergétique avec des sons rythmés de reggae et de basse". "Ko Ko Bop" a été co-écrit par Chanyeol, Chen, Baekhyun. Selon Chanyeol, le terme "Ko Ko Bop" signifie "Fun Dancing". 
Lors d'une interview avec Billboard sur la production de la chanson, Staylz Fuego a déclaré : « En écrivant cette chanson, il s'agissait essentiellement de faire quelque chose avec le sentiment de reggae, c'était la principale chose que nous visions. Ça a pris toute une direction différente avec la section de départ folle après le chœur. Les compositeurs se sont tournés vers une chanson reggae-pop et il s'est transformé en ce qu'il est ». Fuego a ensuite révélé : « Je ne pensais pas que c'était pour EXO, je pensais que c'était plus pour un groupe féminin. Shaylen Carroll, l'une des compositrices, a fait la démo. Quand ils ont fait écouter à tous les membres de l'agence, les compositeurs ont pensé qu'ils comprendraient essentiellement que la chanson est destiné à des groupes de filles. Une fille le chante et c'est dans la gamme de ce que les filles peuvent chanter. Il a notamment affirmé que : « La chanson était en réalité dans une clé supérieure - je pense que trois demi-tons sont plus élevés - donc il était plus adapté pour une femme [groupe] à l'origine ».
À propos de l'écriture des paroles de la chanson, Carroll a déclaré : « Lorsque j'étais en train d'enregistrer des idées de mélodies, je continuais à chanter des phrases sans aucun sens et l'une d’elles était « Shimmy Shimmy Ko Ko Bop », ce que nous pensions tous vraiment superbe et accrocheur. Nous avons donc construit cela et l'avons transformé en quelque chose de réel. Le but de la chanson est de ne pas s'inquiéter des choses... Parfois, il faut simplement aller avec le flux ! Ne vous inquiétez pas pour les ennemis. ». Chen et Baekhyun ont également parlé avec Billboard à propos de l'écriture des paroles, Chen a déclaré que Baekhyun, Chanyeol et lui-même ont chacun écrit les paroles séparément et ont travaillé afin de mettre les paroles ensemble et ensuite sélectionner celles qui conviendraient pour que cette chanson devienne meilleure. Baekhyun a déclaré : « Je voulais que mes paroles permettent aux gens de devenir plus insouciants, de libérer leur stress et de danser avec la musique ».

## Clip-vidéo
Le teaser vidéo a été publié le 17 juillet 2017 par SM Entertainment. Les clips en versions coréennes et chinoises ont été mises en ligne le 18 juillet. Le clip a été tourné à Séoul, en Corée du Sud.
La version coréenne a atteint le million de vues une heure après sa sortie et 8 833 869 en 24 heures. Trois jours après sa sortie, le clip a atteint le million de likes. Le 12 décembre, « Ko Ko Bop » devient le sixième clip musical à atteindre les 100 millions de vues après « 중독 (Overdose) », « 으르렁 (Growl) », « Call Me Baby », « Monster » et « 늑대와 미녀 (Wolf) ». Une performance remarquable pour EXO, puisque le clip a franchi ce cap en moins de cinq mois après sa sortie. Le 25 janvier 2019, il devient le troisième clip du groupe à atteindre les 200 millions de vues. 

### Explication du clip-vidéo
Dans une interview, EXO explique que le clip représente l'arrivée des membres sur Terre après leur départ de l'EXO PLANET. Ils cessent alors d'être des habitants de cette planète pour devenir des humains dotés de super-pouvoirs. Cependant, comme cette histoire se déroule avant le clip "MAMA", les membres du groupes découvrent leurs pouvoirs et apprennent à les maîtriser. On voit dans le MV Suho sauter sur une table qui se transforme en piscine en référence à son pouvoir de l’eau, Xiumin faire neiger un petit nuage au-dessus d'un verre rempli de glaçons (pouvoir de la glace), D.O. provoquer un petit séisme (pouvoir de la terre), Chen relier deux câbles électriques grâce à de la foudre (pouvoir de la foudre), Chanyeol lancer un ballon ce qui crée un feu d'artifice (pouvoir du feu) ou encore Baekhyun créer une explosion de lumière en envoyant, lui aussi, une balle dans le ciel (pouvoir de la lumière). 

## Promotion
EXO a commencé à promouvoir "Ko Ko Bop" sur les émissions musicales sud-coréens à partir du 20 juillet. Le 5 août, EXO a interprété le titre à Hong Kong lors du concert SMTOWN Live World Tour VI. Le 26 août, EXO l'a chanté lors du a-nation au Japon, lors du Music Bank World Tour à Jakarta le 2 septembre et pour le Lotte Duty Free Family Festival le 15 septembre. Le groupe l'a par la suite intégré au programme de leur quatrième tournée « Exo Planet 4 - The Elyxion ».

## Accueil

### Charts musicaux
Le single "Ko Ko Bop" a pris la première place sur cinq grands charts musicaux en temps réel immédiatement après, y compris MelOn, Genie, Olleh, Bugs, Music Naver, Soribada et seulement la sixième place sur Mnet. Sur MelOn, sept des nouvelles chansons du groupe sont classées parmi les 10 meilleurs titres. De plus, sur Genie, toutes les chansons de l'album ont occupé les neuf premières places. Le serveur de MelOn a rapidement crashé après la publication de "Ko Ko Bop". De plus, EXO est premier sur le classement de musique coréen sur le site chinois Xiami Music pendant six jours de suite.

### Public
"Ko Ko Bop" a également saisi la cinquième place pour le plus grand nombre de vues d'un clip musical d'un groupe K-pop dans les premières 24 heures (le premier étant "As If It's Your Last" de Blackpink, "Not Today" de BTS en deuxième, "Knock Knock" de TWICE en troisième ainsi que "Spring Day" de BTS aussi en quatrième).
Les fans d'EXO ont fait une tendance virale sur le net appelée Ko Ko Bop Challenge où les gens dansent la chorégraphie rapide de la chanson sur les paroles "Down down baby". Le hashtag #KoKoBopChallenge a été utilisé pour les plates-formes populaires de médias sociaux telles que Twitter, Instagram et Weibo.

### Seoul International Fireworks Festival
La chanson a été sélectionnée pour animer le spectacle de feux d'artifice pour l'équipe nationale coréenne lors du Seoul International Fireworks Festival 2018 qui a eu lieu en octobre 2018.

## Classements

### Classements hebdomadaires
| Classements                                 | Meilleure position |
| ------------------------------------------- | ------------------ |
| South Korea (Gaon)                          | 1                  |
| China (Alibaba)                             | 1                  |
| China (Billboard V Chart)                   | 2                  |
| Japan (Billboard Japan Hot 100)             | 39                 |
| Philippines (Billboard Philippines Hot 100) | 32                 |
| US World Digital Songs (Billboard)          | 2                  |

### Classement mensuel
| Classement                  | Meilleure position |
| --------------------------- | ------------------ |
| South Korean singles (Gaon) | 1                  |

### Classement annuel
| Classement                         | Meilleure position |
| ---------------------------------- | ------------------ |
| South Korean singles (Gaon)        | 14                 |
| US World Digital Songs (Billboard) | 20                 |

## Ventes

### Téléchargement
| South Korea (Gaon) | 1 172 609 | 13 884 |

### Streaming
| Pays               | Ventes     |
| ------------------ | ---------- |
| South Korea (Gaon) | 51 112 942 |

### Gaon Heating Index
| South Korea (Gaon) | 105 484 850 |

## Prix et nominations
| Année | Prix                    | Titre                               | Résultat   |
| ----- | ----------------------- | ----------------------------------- | ---------- |
| 2017  | MelOn Music Awards      | Song of the Year                    | Nomination |
| 2017  | MelOn Music Awards      | Best Male Dance                     | Lauréat    |
| 2017  | Mnet Asian Music Awards | Qoo10 – Song of the Year            | Nomination |
| 2017  | Mnet Asian Music Awards | Mwave Global Fans' Choice           | Lauréat    |
| 2017  | Mnet Asian Music Awards | Best Dance Performance Male Group   | Nomination |
| 2018  | Gaon Chart K-Pop Awards | Artist of the Year (Digital) - July | Lauréat    |

### Programmes de classements musicaux
| Programme                 | Date            |
| ------------------------- | --------------- |
| Show Champion (MBC Music) | 26 juillet 2017 |
| Show Champion (MBC Music) | 2 août 2017     |
| M Countdown (Mnet)        | 27 juillet 2017 |
| M Countdown (Mnet)        | 3 août 2017     |
| M Countdown (Mnet)        | 10 août 2017    |
| Music Bank (KBS)          | 28 juillet 2017 |
| Music Bank (KBS)          | 4 août 2017     |
| Inkigayo (SBS)            | 30 juillet 2017 |
| Inkigayo (SBS)            | 6 août 2017     |
| Show! Music Core (MBC)    | 5 août 2017     |
| Show! Music Core (MBC)    | 12 août 2017    |

## Historique de sortie
| Pays         | Date            | Format               | Label                         |
| ------------ | --------------- | -------------------- | ----------------------------- |
| Corée du Sud | 18 juillet 2017 | Téléchargement légal | SM Entertainment, Genie Music |
| Monde entier | 18 juillet 2017 | Téléchargement légal | SM Entertainment              |